# Idioma tectiteco
El idioma tectiteco o teko (conocido también como Qyool de Tectitán o b'a'aj) es una lengua mayense que forma parte de la rama Mameana, teko-mam. Es hablado por la población de la etnia tectiteca en varios municipios de Chiapas, México principalmente en Amatenango de la Frontera, Frontera Comalapa y Mazapa de Madero. También es hablado en Cuilco y Tectitan, en el departamento de Huehuetenango, Guatemala, lugar de origen del idioma y de donde toma su nombre. El idioma mam es la lengua más cercana al teko, tanto genética como geográficamente.

## Ubicación geográfica
En México, se le conoce como Teko y se habla en el estado de Chiapas por las comunidades tectitecas que se encuentran en las localidades de Amatenango de la Frontera, Barrio Nuevo, Chiquisbil, El Porvenir, Granadillal, Las Marías, Nuevo Amatenango, Sabinalito del municipio de Amatenango de la Frontera, en Nuevo Mazapa del municipio de Frontera Comalapa y en Bacantón Altamirano Uno, Chimalapa, Mazapa de Madero, Nuevo Paraíso, Reforma, Tierra Blanca, Valle Obregón, Veracruz y Villa Hidalgo del municipio de Mazapa de Madero.
En Guatemala es hablado en Tectitan y Cuilco municipios del departamento de Huehuetenango. 

## Alfabeto
El alfabeto del idioma tectiteco tiene 32 grafemas, 27 consonantes y 5 vocales.